# Giovanni Battista Arnaud
Giovanni Battista Arnaud (Valgrana, 1853 - Caraglio, 1910) fue un reconocido pintor de frescos italiano de fines del 1800. Desarrolló también con probada habilidad la técnica de claroscuros. Se encuentran obras suyas en numerosas iglesias, palacios, edificios públicos en el norte de Italia y en iglesias de Francia e Inglaterra. También se lo reconoce como un gran retratista.

## Biografía
Giovanni Battista Arnaud nace en la localidad de Valgrana, provincia de Cuneo, Italia, el 12 de enero de 1853.
Se forma en la Accademia Albertina de Torino con maestros como Andrea Gastaldi y Enrico Gamba.
Desarrolla su actividad como pintor y "frescante" en Italia, Francia e Inglaterra, recibiendo gran reconocimiento y honores por su extensa y variada producción artística.
En Italia, participa en la Exposición de Cuneo del año 1898
Realiza diversos trabajos de pintura al fresco en iglesias del Piemonte, tales como la Chiesa della Visitazione di Maria Vergine de Roccavione, la Iglesia de San Giovanni Battista en Caraglio, el Santuario de San Mauro en Busca, el Santuario della Madonna della Divina Provvidenza en Peveragno, la Iglesia Parroquial de San Martino en Valdieri, el Santuario del Bealetto en Entracque, el Santuario de Santa Ana en Vinadio, la Parroquia de San Pietro in Vincoli en Limone Piemonte, entre otras.
En Paesana, sus obra en frescos adorna el interior de la Iglesia Confraternita di Santa Croce. En esta misma localidad, en la Parroquia de Santa Margarita, deja una delicada "Anunciación", trabajo hecho en tela en 1901. Y también un "Matrimonio de Maria".
En la mayoría de estas Iglesias, se puede apreciar el alto nivel alcanzado en la realización de claroscuros. Técnica que perfeccionó y que le valió gran reconocimiento.
En Caraglio, localidad en la que se radicó, realizó a fines del 1800 trabajos de restauración y de pintura de nuevos frescos en el Pallazzo Marchetti. Por encargo de la familia "Garin di Cocconato", originaria de Niza y propietaria del palacio en ese período.
En su faceta de retratista, destacan principalmente sus trabajos en la Sala de Concejales de la Municipalidad de Caraglio, donde se puede apreciar el retrato del Rey Humberto I (Re Umberto I). 
También el retrato realizado del Conde Garin di Cocconato, y el retrato del ingeniero Sebastiano Grandis, famoso por haber diseñado y dirigido en 1870, las obras para la construcción del túnel ferroviario de Frejus de más de 12 km entre Francia e Italia, el primer gran túnel en una montaña.
En Francia, deja la impronta como pintor de frescos en la Iglesia de Selonnet, en la región de Alpes-de-Haute-Provence.
En Inglaterra entre los años 1885 y 1886, realiza trabajos de frescos y de claroscuros en la Iglesia de San Pedro de Londres. Tiene además la responsabilidad de supervisar todo el trabajo artístico en dicho proyecto.
La realización de frescos es compartida con el artista,también piamontés,Gauthier.
Sus óleos en tela adornan diversas iglesias del norte de Italia, y una parte de este trabajo está catalogado como bien artístico religioso de la provincia de Cuneo. Entre estas obras se destacan:
- Maddona della Neve (1888)
- Natività di Maria (1897)
- Presentazione al Tempio di Maria (1892)
- Sant'Anna insegna a leggere a Maria (1893)
- San Giuseppe da Leonessa (1904)
- Madonna col Bambino e santi (1905)

Giovanni Battista Arnaud fallece en Caraglio el 9 de enero de 1910.
Sus restos descansan en el panteón familiar del cementerio de dicha localidad. El panteón está adornado con frescos realizados por el también pintor y sobrino, Giovanni Arnaud "junior".

## Frescos y Claroscuros

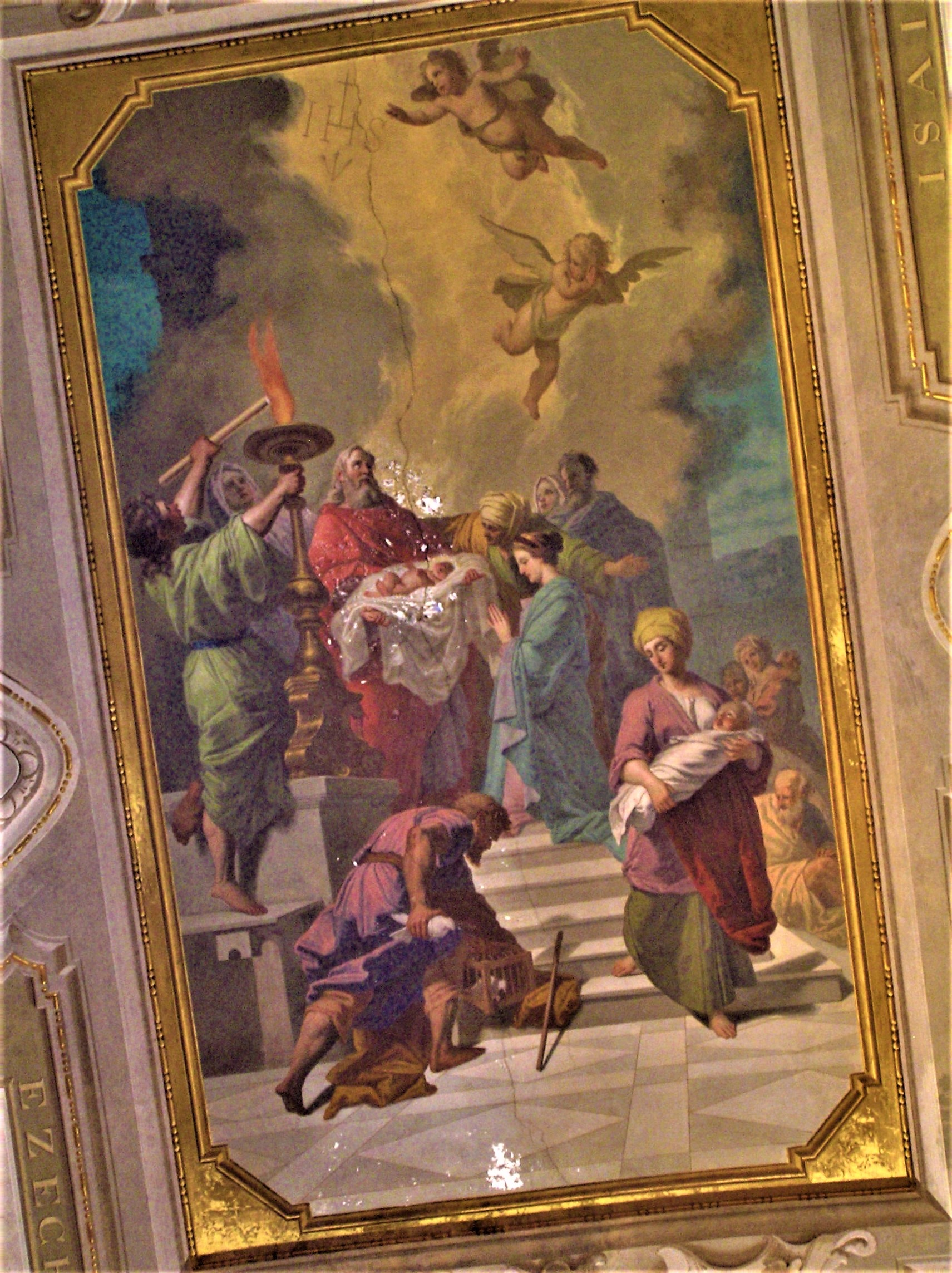
Iglesia San Giovanni Battista en Caraglio
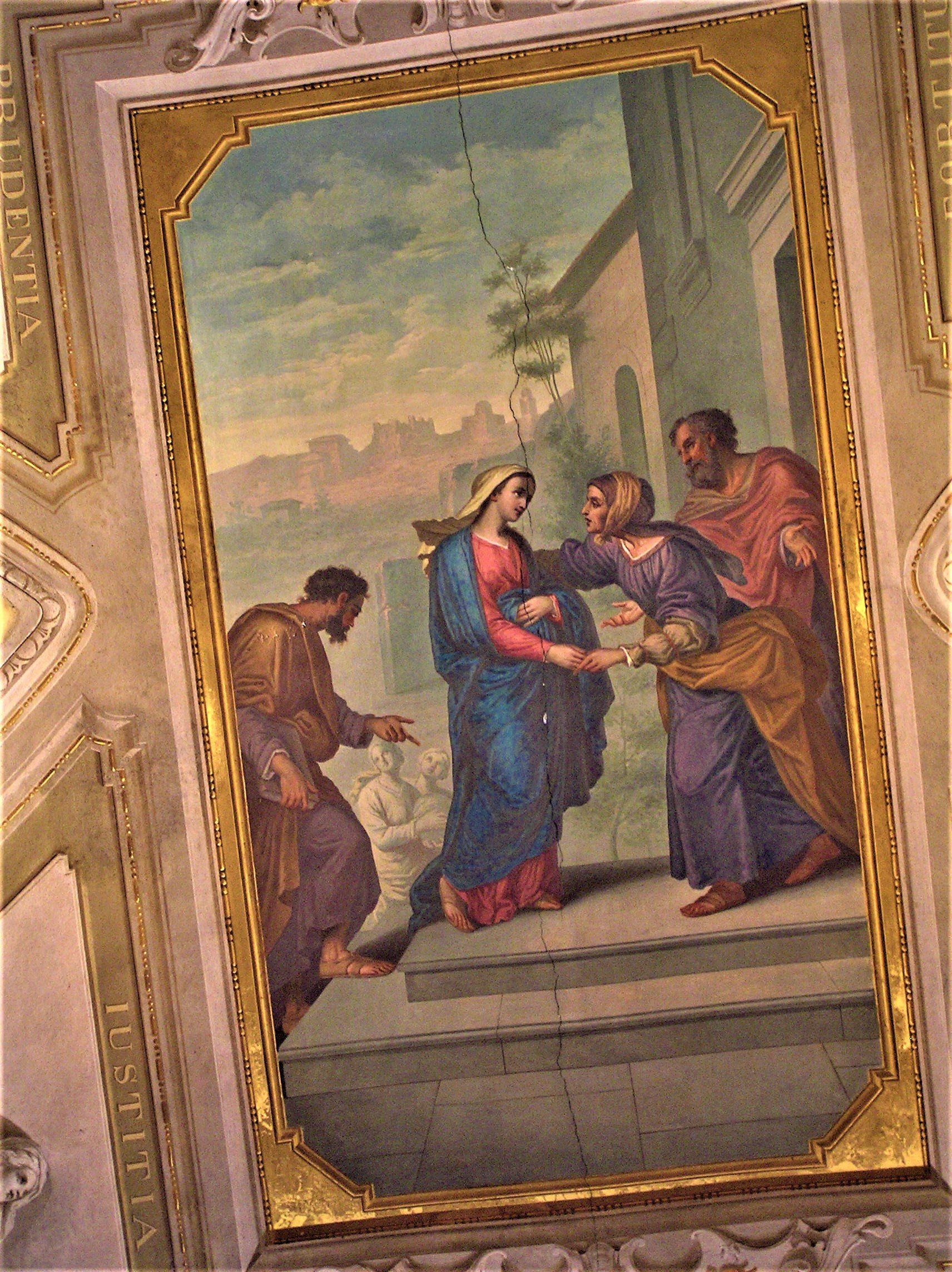
Iglesia San Giovanni Battista en Caraglio
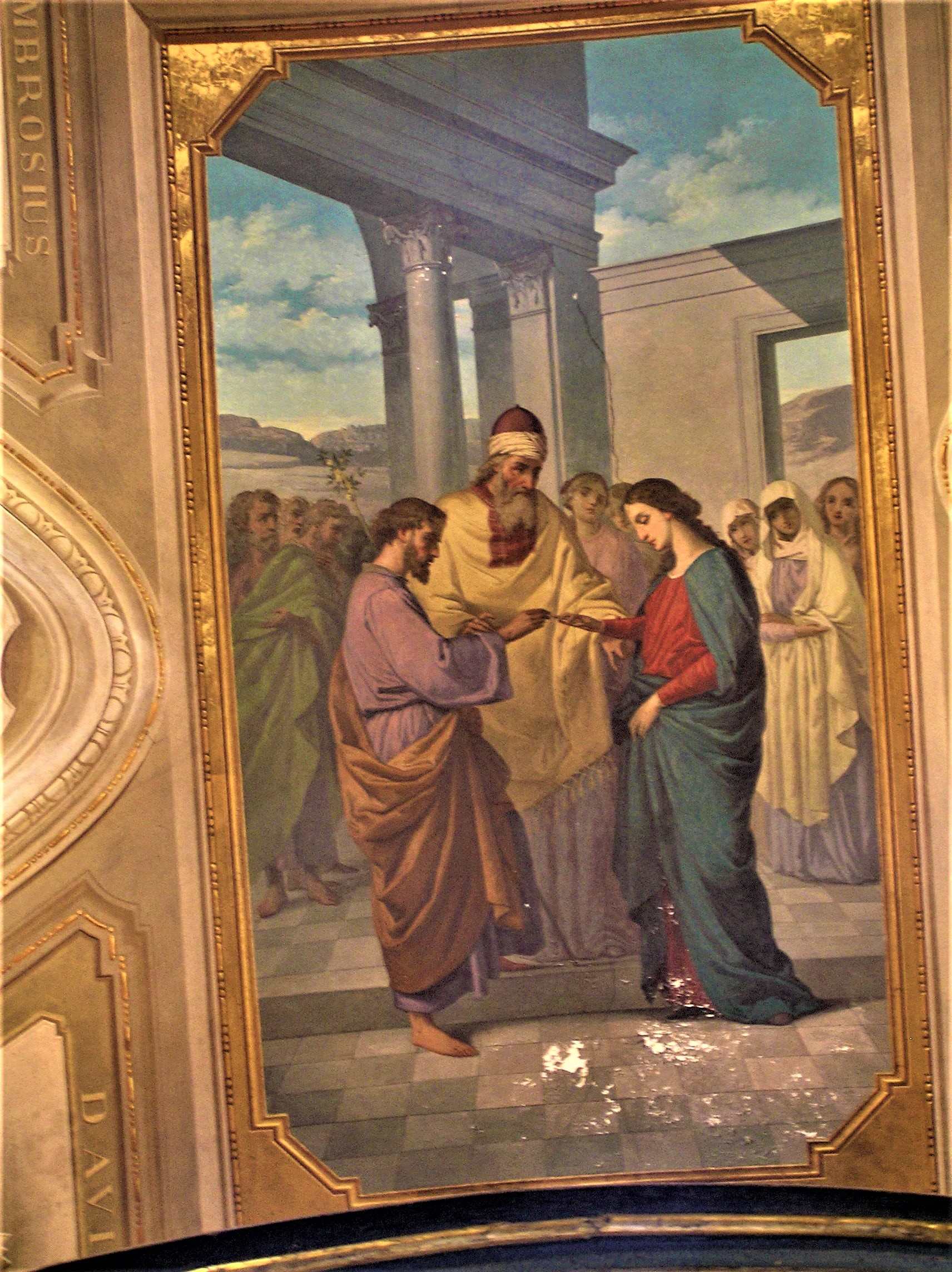
Iglesia San Giovanni Battista en Caraglio
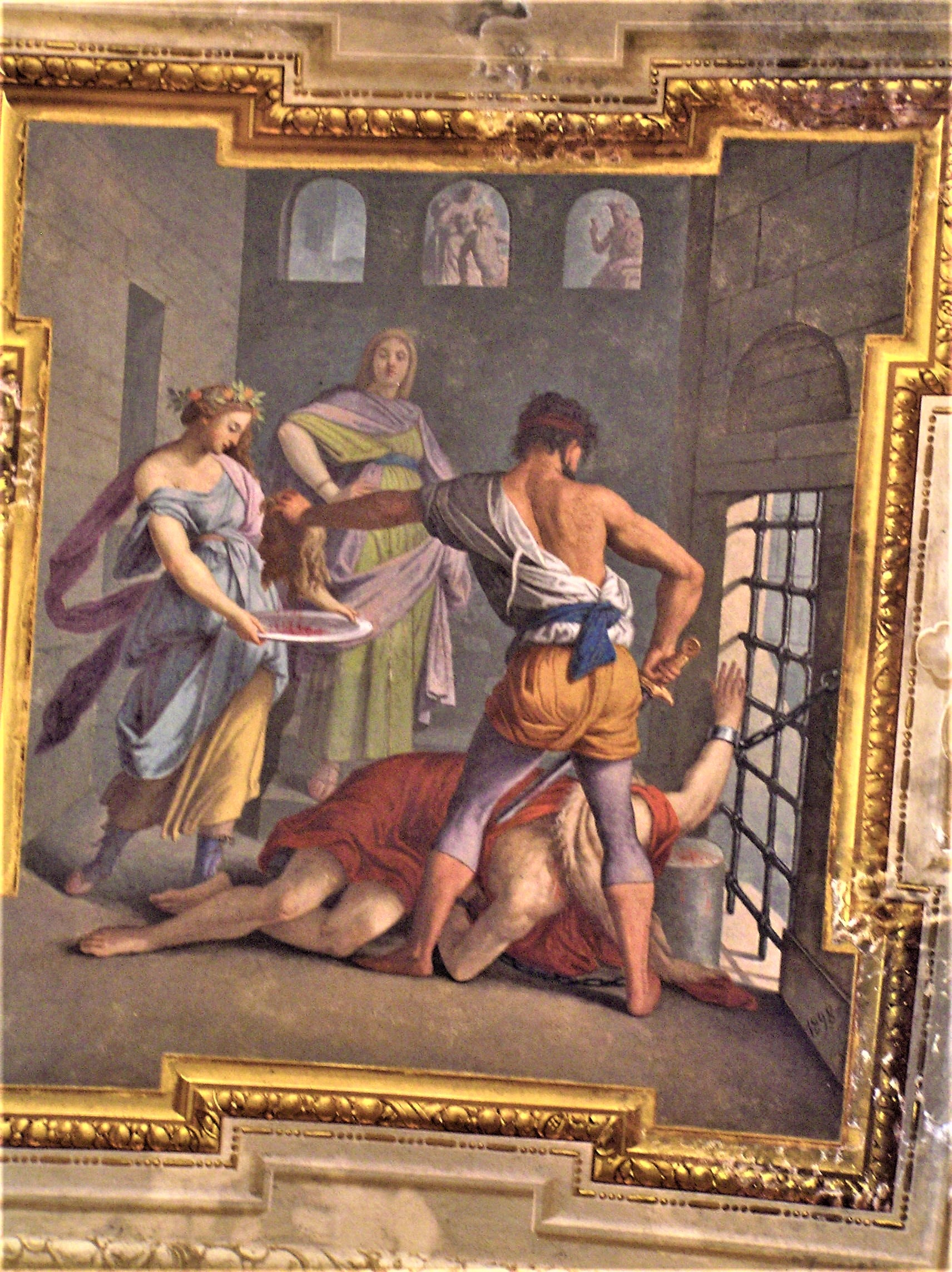
Iglesia San Giovanni Battista en Caraglio
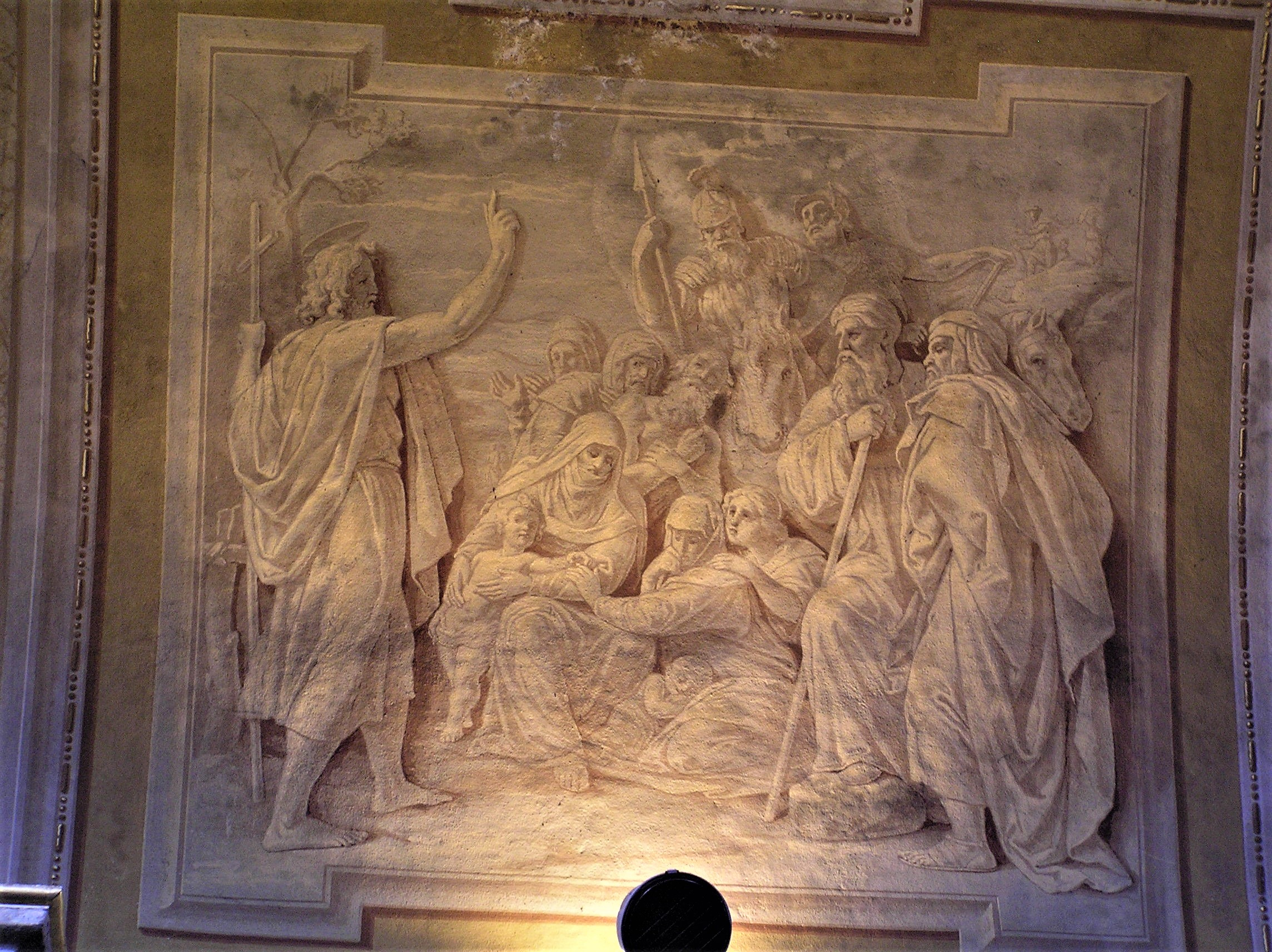
Claroscuro en Iglesia San Giovanni Battista de Caraglio
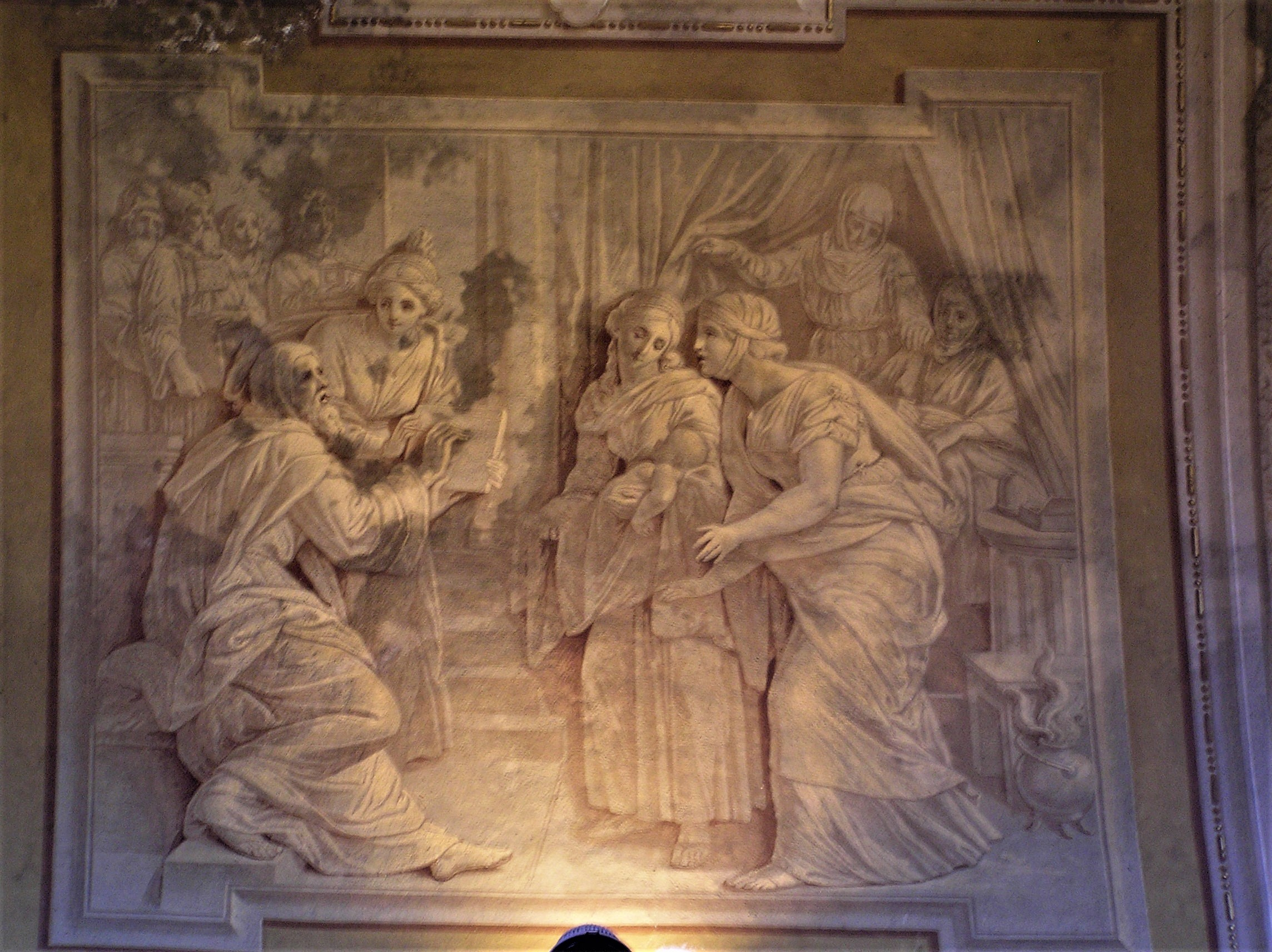
Claroscuro en Iglesia San Giovanni Battista de Caraglio
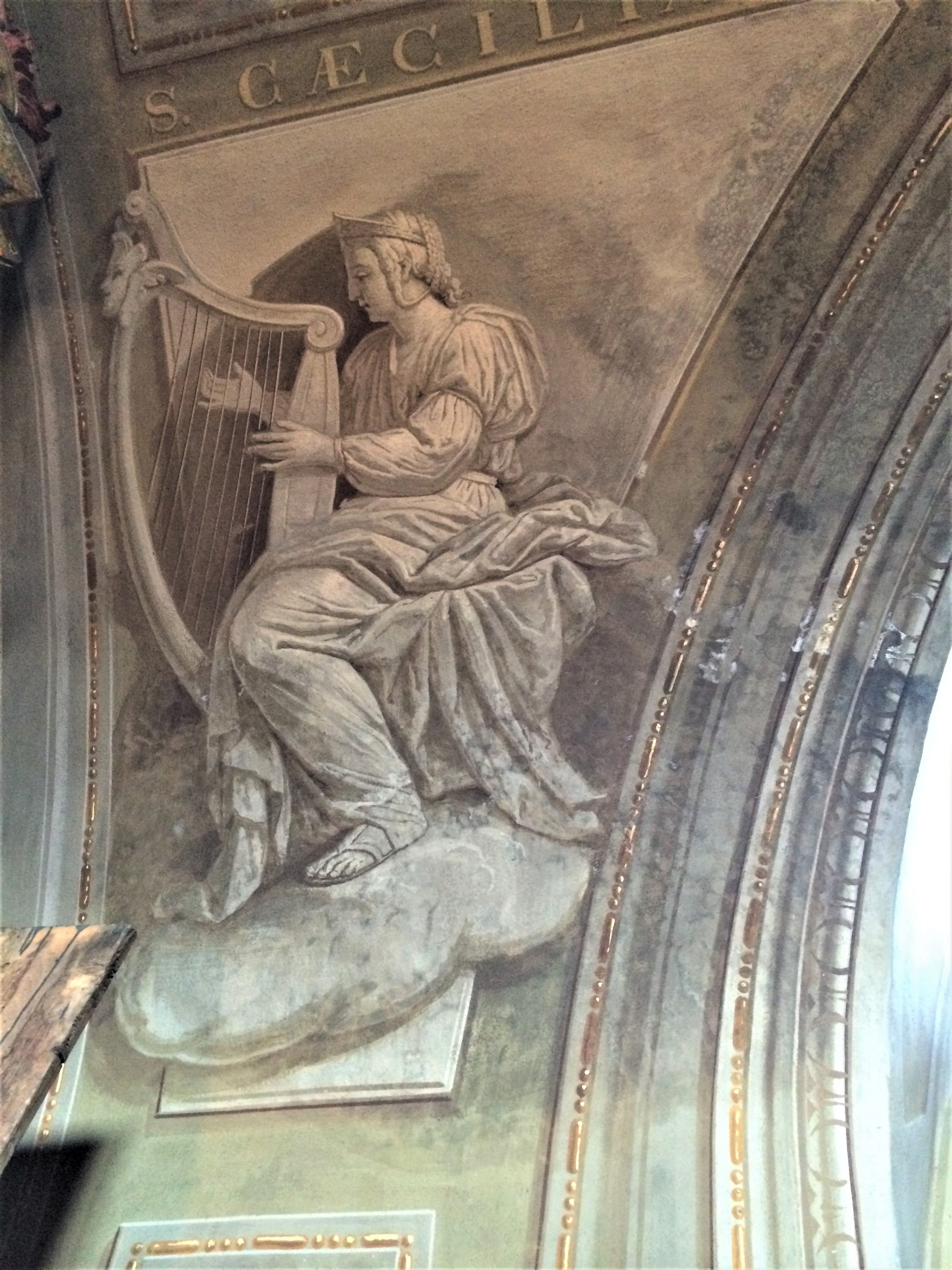
Claroscuro en Iglesia San Giovanni Battista de Caraglio
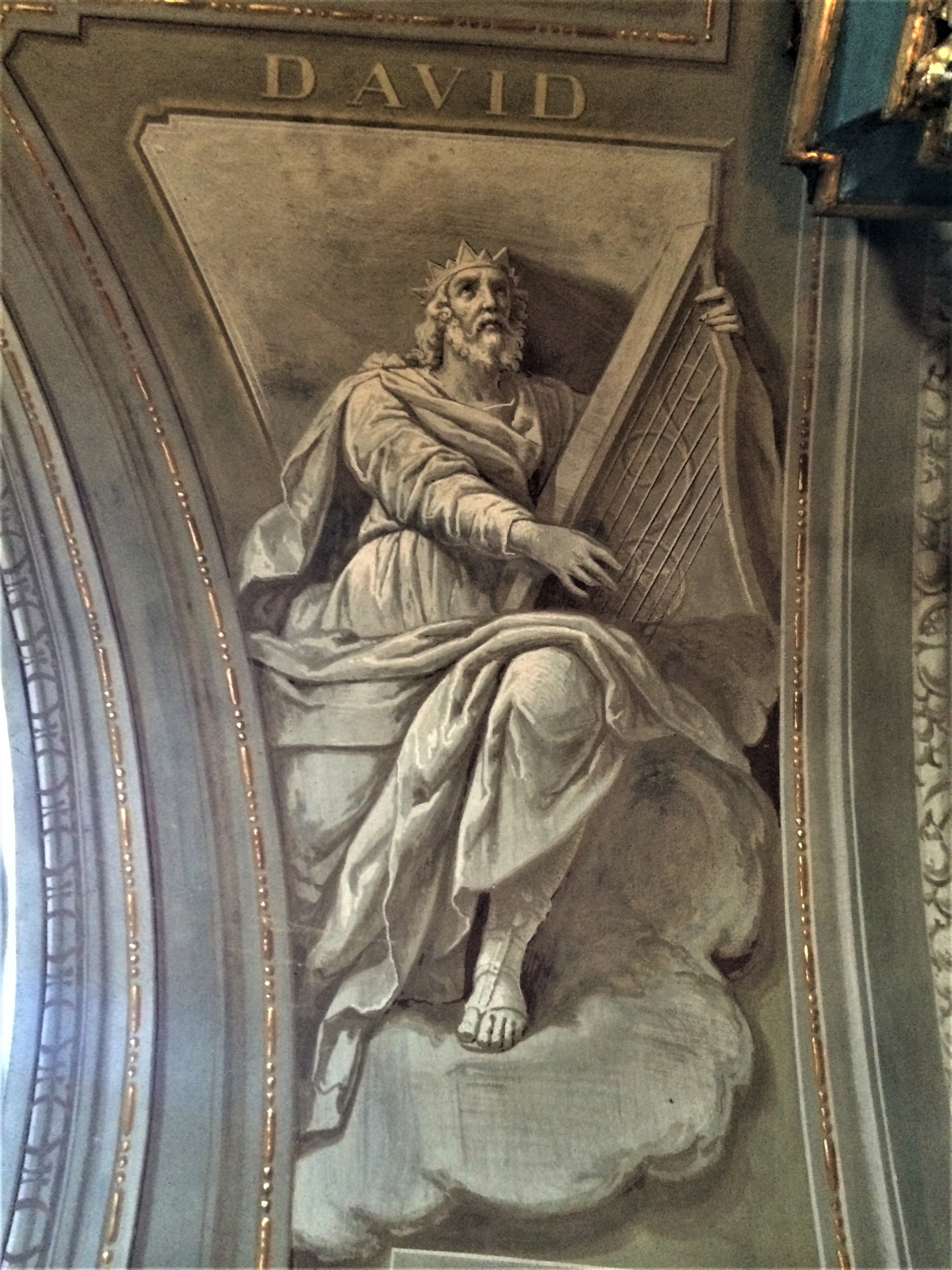
Claroscuro en Iglesia San Giovanni Battista de Caraglio
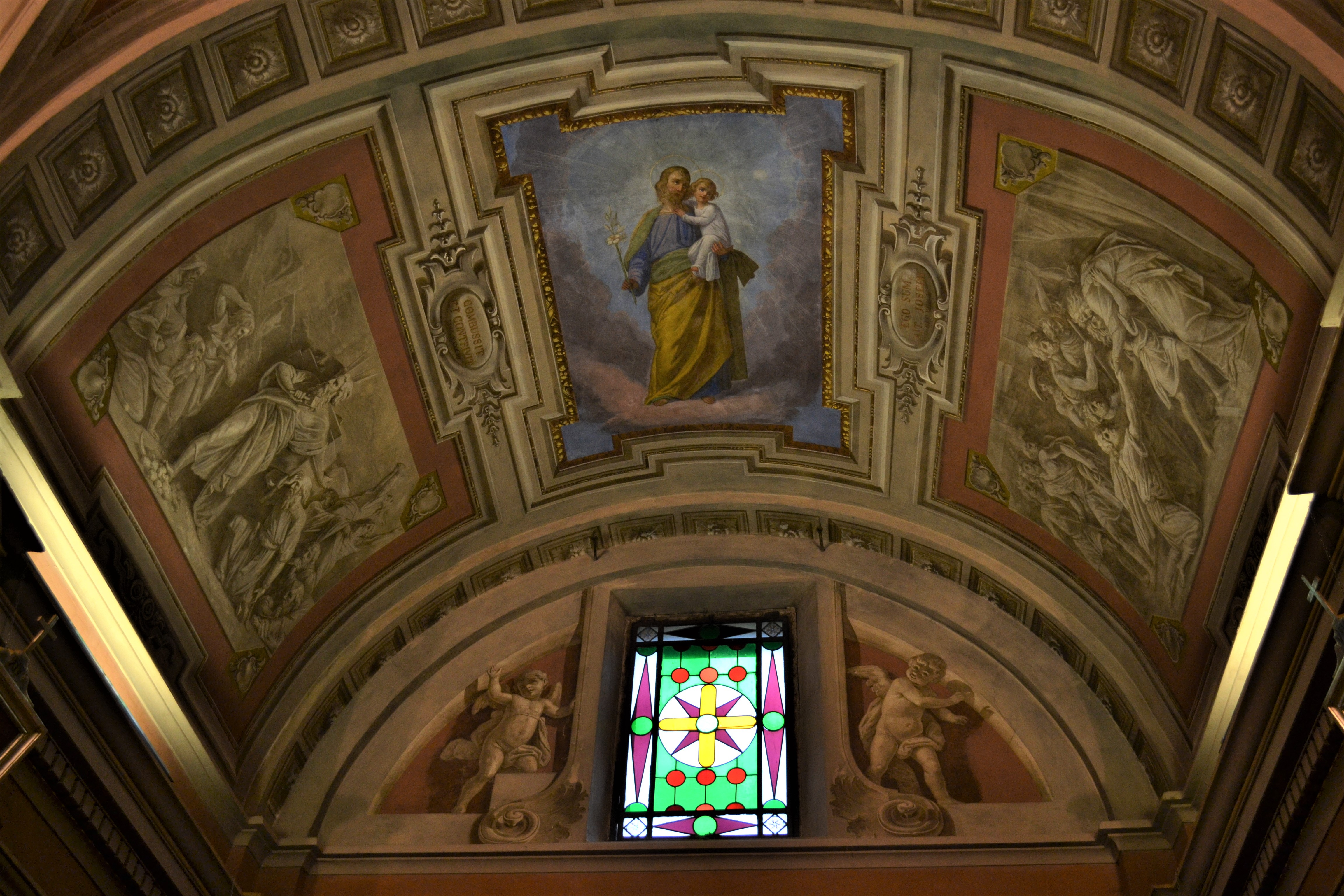
Frescos y Claroscuros en el Santuario de San Magno de Busca
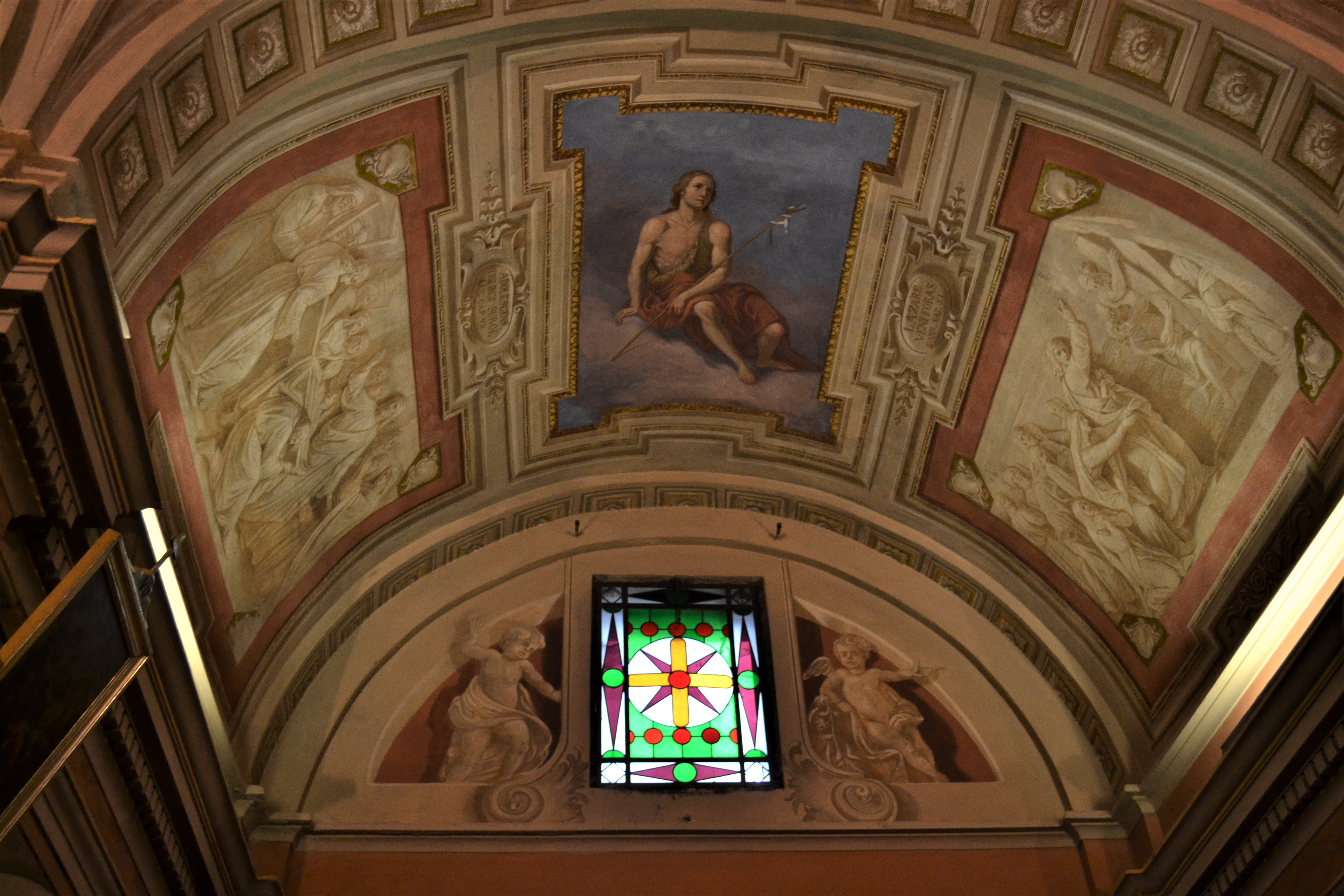
Frescos y Claroscuros en el Santuario de San Magno de Busca
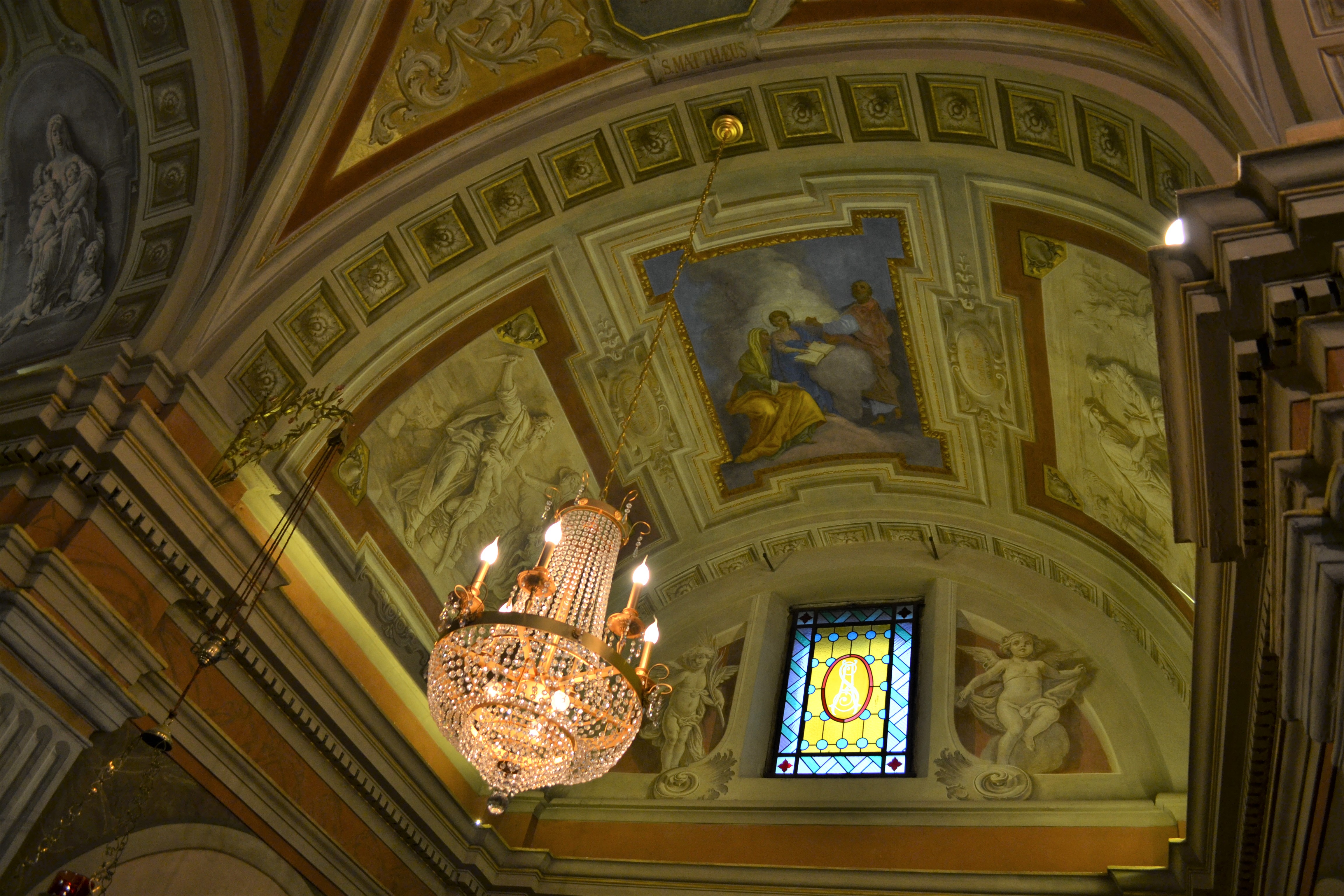
Frescos y Claroscuros en el Santuario de San Magno de Busca
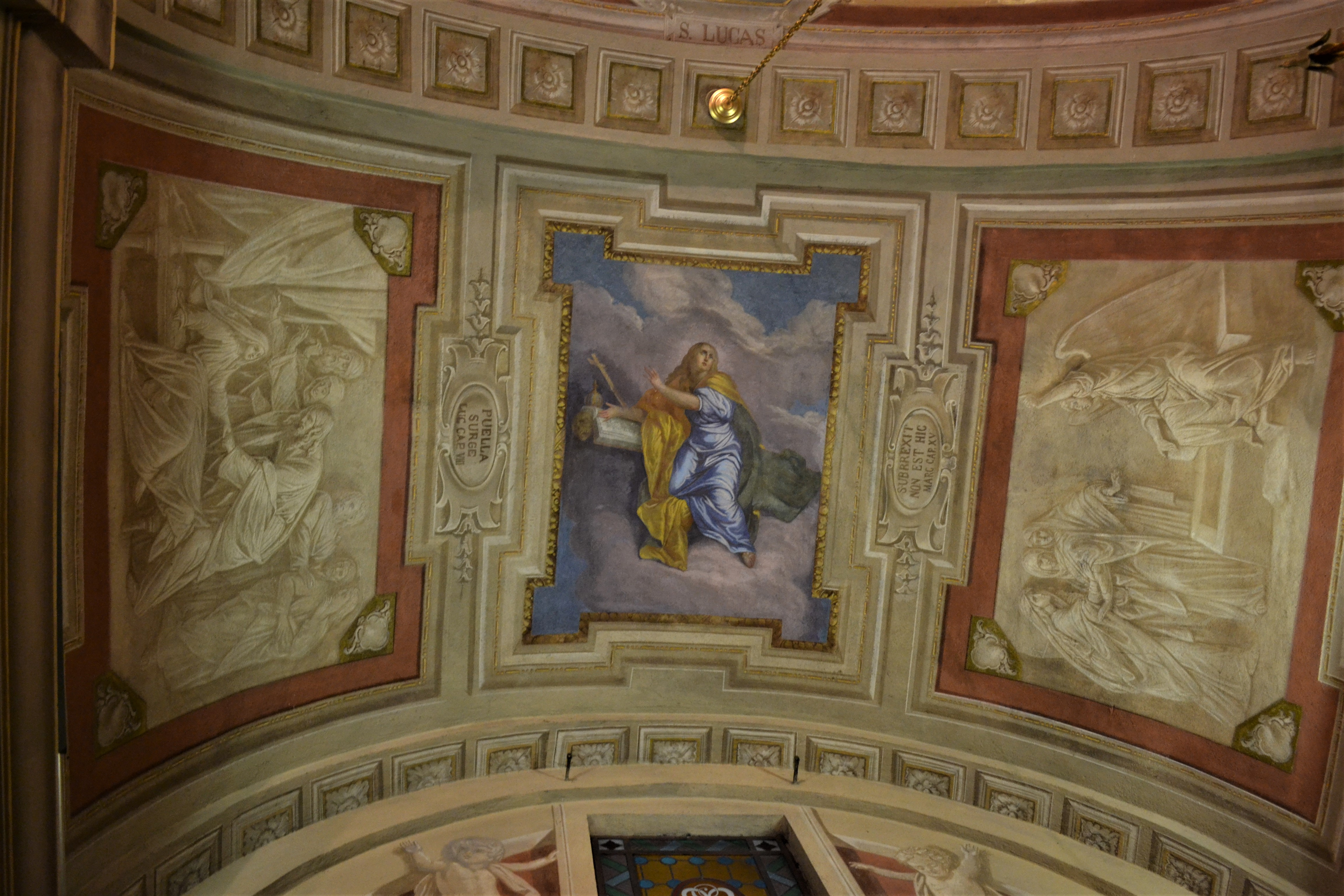
Frescos y Claroscuros en el Santuario de San Magno de Busca

### Bibliografía

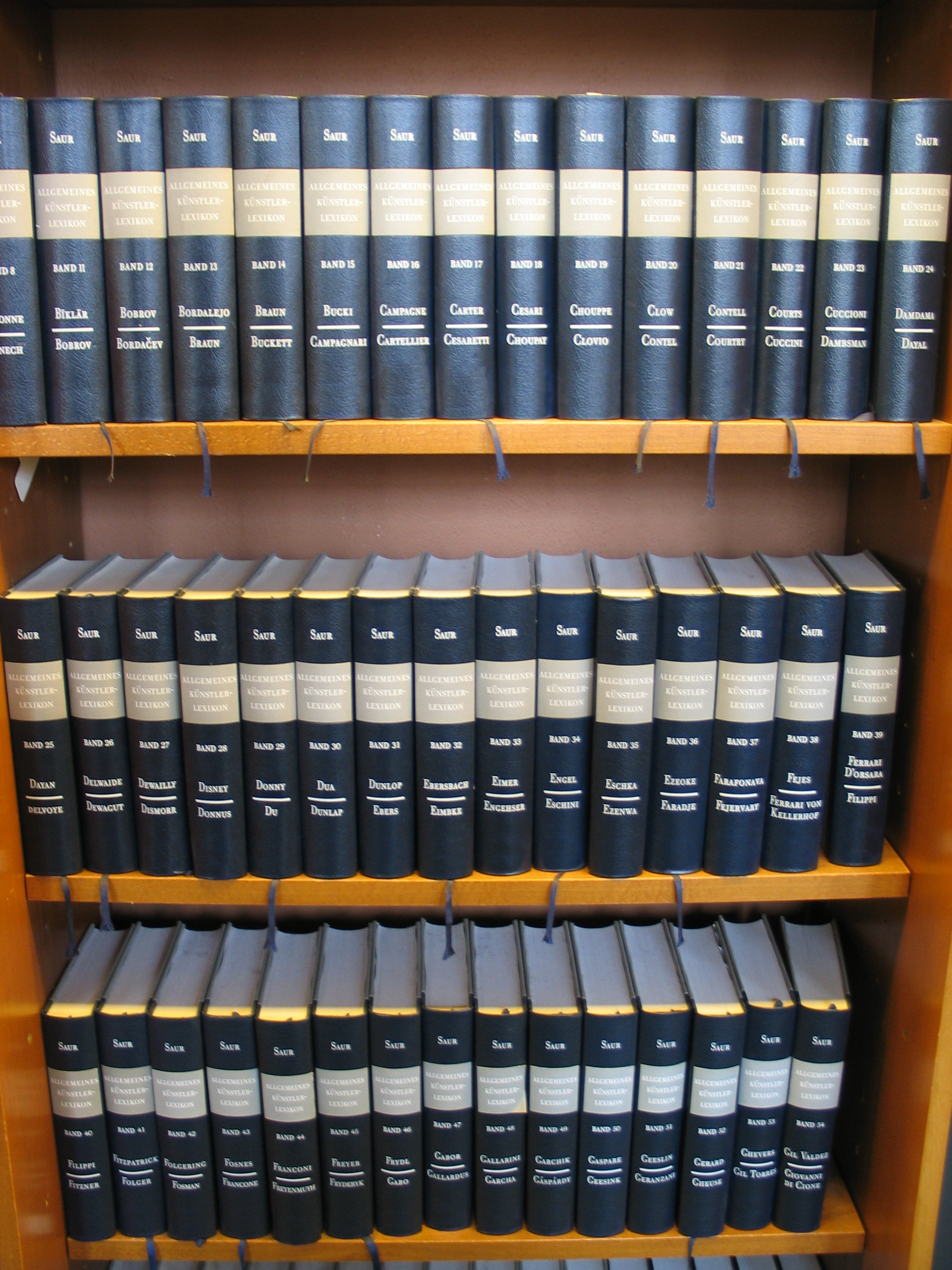
Allgemeines Lexikon der bildenden Künstler von der Antike bis zur Gegenwart (Diccionario general de artistas plásticos desde la Antigüedad hasta nuestros días